# Omloop Het Nieuwsblad 2016
L'Omloop Het Nieuwsblad 2016 va ser la 71a edició de l'Omloop Het Nieuwsblad. Es disputà el 27 de febrer de 2016 sobre un recorregut de 200,8 km amb sortida i arribada a Gant. La cursa formava part de l'UCI Europa Tour amb una categoria 1.HC.
El vencedor final fou el belga Greg Van Avermaet (BMC Racing Team) que s'imposà a l'esprint als seus cinc companys d'escapada. Segon fou Peter Sagan (Team Tinkoff), actual campió del món en ruta, i tercer el jove Tiesj Benoot (Lotto Soudal). El primer grup perseguidor arribà nou segons rere seu.

## Presentació

### Recorregut
Durant el recorregut els ciclistes han de superar tretze cotes :
| Núm. | Nom                     | Distància al final (km) | Ferm        | Llargada(m) | Mitjana de desnivell (%) | Màxim desnivell (%) |
| ---- | ----------------------- | ----------------------- | ----------- | ----------- | ------------------------ | ------------------- |
| 1    | Leberg                  | 141                     | asfalt      | 950         | 4.2%                     | 13.8%               |
| 2    | Berendries              | 137                     | asfalt      | 940         | 7%                       | 12.3%               |
| 3    | Tenbosse                | 132                     | asfalt      | 450         | 6.9%                     | 8.7%                |
| 4    | Eikenmolen              | 127                     | asfalt      | 610         | 5.9%                     | 12.5%               |
| 5    | Muur van Geraardsbergen | 115                     | pavé        | 1.075       | 9.3%                     | 19.8%               |
| 6    | Valkenberg              | 97                      | asfalt      | 540         | 8.1%                     | 12.8%               |
| 7    | Kaperij                 | 78                      | asfalt      | 1.000       | 5.5%                     | 9%                  |
| 8    | Kruisberg               | 67                      | asfalt/pavé | 950         | 4.8%                     | 9%                  |
| 9    | Taaienberg              | 57                      | pavé        | 530         | 6.6%                     | 15.8%               |
| 10   | Eikenberg               | 52                      | pavé        | 1.200       | 5.2%                     | 10%                 |
| 11   | Wolvenberg              | 48                      | asfalt      | 645         | 7.9%                     | 17.3%               |
| 12   | Leberg                  | 38                      | asfalt      | 950         | 4.2%                     | 13.8%               |
| 13   | Boembeke                | 32                      | asfalt      |             |                          |                     |

### Favorits
El britànic Ian Stannard, vencedor de les dues darreres edicions, no corre aquesta edició. El campió del món Peter Sagan encapçala la llista de favorits, junt amb els especialistes en les clàssiques Alexander Kristoff, Tom Boonen, Greg Van Avermaet i Philippe Gilbert.

### Equips
L'organització convidà a prendre part en la cursa a dotze equips World Tour, dotze equips continentals professionals i un equips continentals:
- equips World Tour: AG2R La Mondiale, BMC Racing Team, Etixx-Quick Step, FDJ, IAM Cycling, Lotto Soudal, Team Katusha, Orica-GreenEDGE, Team LottoNL-Jumbo, Team Sky, Team Tinkoff, Trek-Segafredo
- equips continentals professionals: Bora-Argon 18, CCC Sprandi Polkowice, Cofidis, Direct Énergie, Nippo-Vini Fantini, ONE Pro Cycling, Roompot Oranje Peloton, Stölting Service Group, Southeast-Venezuela, Topsport Vlaanderen-Baloise, Verva ActiveJet, Wanty-Groupe Gobert
- equips continentals: Verandas Willems

## Desenvolupament de la cursa
Dotze ciclistes, entre els quals hi ha Alexis Gougeard, formen part d'una escapada inicial que arribà a tenir un màxim de cinc minuts de diferència, però l'Etixx-Quick Step i el Team Katusha els controlen en tot moment. Greg Van Avermaet, Luke Rowe i Tiesj Benoot s'escapen al pas pel Taaienberg, i en el descens són agafats per Peter Sagan. Els quatre corredors escapats agafaren els membres de l'escapada inicial que es mantenien al capdavant i plegats van superar els darrers trams de pavé, a excepció de Gougeard. La victòria es va decidir a l'esprint entre cinc corredors i Van Avermaet fou el més ràpid. Sagan fou segon i Benoot tercer. Jens Debusschere guanyà l'esprint per la sisena posició, nou segons rere Van Avermaet.

## Classificació final
|    | Cilista                  | Equip            | Temps      |
| -- | ------------------------ | ---------------- | ---------- |
| 1  | Greg Van Avermaet (BEL)  | BMC Racing Team  | 4h 54' 12" |
| 2  | Peter Sagan (SVK)        | Team Tinkoff     | m. t.      |
| 3  | Tiesj Benoot (BEL)       | Lotto Soudal     | m. t.      |
| 4  | Luke Rowe (GBR)          | Team Sky         | m. t.      |
| 5  | Alexis Gougeard (FRA)    | AG2R La Mondiale | + 5"       |
| 6  | Jens Debusschere (BEL)   | Lotto Soudal     | + 9"       |
| 7  | Adrien Petit (FRA)       | Direct Énergie   | + 9"       |
| 8  | Edward Theuns (BEL)      | Trek-Segafredo   | + 9"       |
| 9  | Jasper Stuyven (BEL)     | Trek-Segafredo   | + 9"       |
| 10 | Matthieu Ladagnous (FRA) | FDJ              | + 9"       |